# Numenius
I chiurli (Numenius) sono un genere di uccelli della famiglia degli scolopacidi.

## Tassonomia
Comprende le seguenti specie:
- Numenius minutus Gould, 1841 - chiurlo minore
- Numenius borealis (J.R.Forster, 1772) - chiurlo boreale
- Numenius phaeopus (Linnaeus, 1758) - chiurlo piccolo
- Numenius tahitiensis (J.F.Gmelin, 1789) - chiurlo di Tahiti
- Numenius tenuirostris Vieillot, 1817 - chiurlottello
- Numenius arquata (Linnaeus, 1758) - chiurlo maggiore
- Numenius madagascariensis (Linnaeus, 1766) - chiurlo orientale
- Numenius americanus Bechstein, 1812 - chiurlo americano

## Altri usi del termine
Il termine chiurlo (o anche chiù) viene usato popolarmente, ma anche in letteratura, per indicare principalmente l'assiolo il cui canto risuona distinto nel silenzio notturno, come riportato per esempio nell’omonima poesia di Giovanni Pascoli. Oppure per indicarne il verso stesso, ne dà un esempio scritto Pirandello ne I vecchi e i giovani: Sonò a un tratto nel bujo sopravvenuto il chiurlo lontano d'un assiolo, come un singulto.
Inoltre il nome chiurlo viene talvolta usato nel parlare popolare anche per il mignattaio e il piovanello maggiore.